# Amazon EC2
Amazon Elastic Compute Cloud (Amazon EC2) — одна из инфраструктурных служб Amazon Web Services, позволяющая подписчику арендовать виртуальные выделенные серверы, называемые «экземплярами» (англ. instance).
Взаимодействовать со службой возможно с помощью веб-интерфейса, интерфейса командной строки, а также программно посредством API. Для запуска экземпляров используются предварительно сконфигурированные образы — «образы машин Amazon» (Amazon Machine Image, AMI), что сокращает время загрузки виртуальной машины.
Служба организована согласно принципам вычислительной эластичности, в частности, подписчикам доступно создание, запуск, остановка и удаление экземпляров по запросу по мере необходимости с посекундной оплатой.
Изначально в EC2 предоставлялись виртуальные машины на базе гипервизора Xen, с ноября 2017 года доступны экземпляры на базе гипервизора Nitro — модифицированной версии KVM.
Система обеспечивает высокую доступностью и отказоустойчивое хранение благодаря резервированию и использованию нескольких центров обработки данных в каждой из зон отказоустойчивости; несмотря на это в апреле 2011 года часть данных пользователей всё же была утрачена. Выбор зоны отказоустойчивости для запуска экземпляра доступен подписчикам.

## Типы экземпляров
По состоянию на 2023 год для заказа были доступны множество типов экземпляров, разделёнными на 5 семейств нагрузок — общего назначения, оптимизированные для вычислительной нагрузки, с большим объёмом памяти, с особыми требованиями к вводу-выводу и оснащённые ускорителями. Внутри категорий выделяются несколько подсемейства в зависимости от процессоров и ускорителей, используемых хостами виртуализации. Типы экземпляров кодируются префиксом подсемейства и суффиксом размера экземпляра, например, экземпляр типа m6a.4xlarge — машина общего назначения с 16-ю виртуальными x86-64-ядрами от AMD EPYC 7R13 и 64 ГБ ОЗУ, а машина t4g.nano — экземпляр с двумя виртуальными aarch64-ядрами от Graviton2 и 0,5 ГБ ОЗУ.
Коды типов экземпляров общего назначения начинаются с символов m4, m5, m6, t3, t2, t3, t4, есть также типы с префиксами a1 (Graviton первого поколения) и Mac (экземпляры с macOS). Оптимизированные для вычислительной нагрузки типы экземпляров начинаются с4…c7, с большим объёмом памяти — r4…r7, x1…x2, а также z1d и u (со сверхбольшим объёмом памяти, в том числе — выделенные узлы без виртуалазиации, например, u-24tb.metal с 24 ТБ ОЗУ). Типы экземпляров с особыми требованиями к вводу-выводу используют префиксы im4gn, is4gen, i4i, i3, i3en, d2, d3, d3en, h1, среди них есть типы с локальными жёсткими дисками суммарной ёмкостью до 48 ТБ (d2), или варианты со сверхпропускным доступом к Elastic Block Storage и доступом к Elastic Fabric Adapter (im4gn.16xlarge).
Для типов экземпляров с графическими ускорителями применяются префиксы p2 (экземпляры с доступом к Nvidia K80), p3 (Nvidia Tesla V100), p4 (Nvidia A100 Tensor Core), g3 (Tesla M60), g4ad (AMD Radeon Pro V520), g4dn (Nvidia T4 Tensor Core), g5g (T4G Tensor Core), g5 (A10G Tensor Core). Есть типы экземпляров со специализированными микросхемами, оптимизированными для глубокого обучения — dl1 (Habana Labs Gaudi), trn1 (Amazon Trainium) и применения нейросетей — inf1 (Amazon Inferentia), inf2 (Inferentia2). Экземплярам типов с префиксом vt1 представляется до 16 карт Xilinx U30 с ускоренными реализациями видеокодеков, а в типах с префиксом f1 — доступ к ПЛИС Xilinx Virtex UltraScale+ VU9P.
При создании экземпляра можно выбрать не только его вычислительный тип, но и способ резервирования:
- по требованию (англ. on-demand) — с фиксированной посекундной оплатой;
- спотовые — с плавающей стоимостью, определяемой от текущей нагрузки провайдера, подписчикам доступно программное подключение и отключение экземпляров в зависимости от ценовой конъюнктуры;
- зарезервированные — постоянно включённые с гарантированно выделенными вычислительными ресурсами.